# Super Rugby 2019
Die Saison 2019 war die neunte Ausgabe von Super Rugby, einem Rugby-Union-Wettbewerb, an welchem 15 Franchise-Mannschaften aus Australien, Neuseeland und Südafrika, sowie Argentinien und Japan teilnehmen. Die Saison startete am 15. Februar 2019 und endete mit dem Finale am 6. Juli 2019. Es wurden 120 Spiele während der Regular Season und 7 Spiele in den Finals Series ausgetragen. Die 15 Teams waren in drei Conferences mit jeweils 5 Teams eingeteilt. Die neuseeländische Mannschaft Crusaders gewann zum zehnten Mal den Meistertitel.

## Modus
Jedes Mannschaft absolvierte in der regulären Saison 16 Spiele nach folgendem System:
- Innerhalb der eigenen Conference: Jeweils ein Heim- und ein Auswärtsspiel gegen die anderen vier Mannschaften
- Übrige Spiele: Je 4 Heim- oder Auswärtsspiele gegen Teams aus den beiden anderen Conferences

Die drei bestplatzierten Teams der drei Conferences, sowie die fünf nächstklassierten Teams (Wildcard), basierend auf den erzielten Punkten (Gesamttabelle), ziehen in die Playoffs ein. Die Einteilung erfolgt wie folgt:
- Ränge 1–3: Conference-Sieger, sortiert anhand ihrer Punktzahlen aus der regulären Saison
- Rang 4: Bestes Wildcard-Team, basierend auf der Anzahl der Punkte aus der regulären Saison. Bei Punktegleichstand Ende der Saison gelten folgende Kriterien in der angegebenen Reihenfolge: 1. Anzahl der Siege, 2. Differenz der Spielpunkte, 3. Anzahl der Versuche, 4. Differenz der Versuche, 5. Münzwurf.
- Ränge 5–8: Wildcard-Teams, sortiert anhand der Anzahl der Punkte aus der regulären Saison. Bei Punktegleichstand Ende der Saison gelten folgende Kriterien in der angegebenen Reihenfolge: 1. Anzahl der Siege, 2. Differenz der Spielpunkte, 3. Anzahl der Versuche, 4. Differenz der Versuche, 5. Münzwurf.

| Viertelfinale 1: 1 gg. 8 | Viertelfinale 2: 4 gg. 5 | Viertelfinale 3: 2 gg. 7 | Viertelfinale 4: 3 gg. 6 |
| Halbfinale 1             | Halbfinale 1             | Halbfinale 2             | Halbfinale 2             |
| Finale                   |                          |                          |                          |

## Ergebnisse

### Australische Conference
|     | Team      | Spiele | Siege | Unent. | Ndlg. | Spiel- punkte | Diff. | Bonus- punkte | Tabellen- punkte |
| --- | --------- | ------ | ----- | ------ | ----- | ------------- | ----- | ------------- | ---------------- |
| 01. | Brumbies  | 16     | 10    | 0      | 6     | 430:366       | + 64  | 8             | 48               |
| 02. | Rebels    | 16     | 7     | 0      | 9     | 393:465       | − 72  | 6             | 34               |
| 03. | Waratahs  | 16     | 6     | 0      | 10    | 367:415       | − 48  | 6             | 30               |
| 04. | Reds      | 16     | 6     | 0      | 10    | 385:438       | − 53  | 4             | 28               |
| 05. | Sunwolves | 16     | 2     | 0      | 14    | 294:584       | − 290 | 4             | 12               |

### Neuseeländische Conference
|     | Team        | Spiele | Siege | Unent. | Ndlg. | Spiel- punkte | Diff. | Bonus- punkte | Tabellen- punkte |
| --- | ----------- | ------ | ----- | ------ | ----- | ------------- | ----- | ------------- | ---------------- |
| 01. | Crusaders   | 16     | 11    | 3      | 2     | 497:257       | + 240 | 8             | 58               |
| 02. | Hurricanes  | 16     | 12    | 1      | 3     | 449:362       | + 87  | 3             | 53               |
| 03. | Chiefs      | 16     | 7     | 2      | 7     | 451:465       | − 14  | 4             | 36               |
| 04. | Highlanders | 16     | 6     | 3      | 7     | 441:391       | + 49  | 6             | 36               |
| 05. | Blues       | 16     | 5     | 1      | 10    | 347:369       | − 22  | 8             | 30               |

### Südafrikanische Conference
|     | Team     | Spiele | Siege | Unent. | Ndlg. | Spiel- punkte | Diff. | Bonus- punkte | Tabellen- punkte |
| --- | -------- | ------ | ----- | ------ | ----- | ------------- | ----- | ------------- | ---------------- |
| 01. | Jaguares | 16     | 11    | 0      | 5     | 461:352       | + 109 | 7             | 51               |
| 02. | Bulls    | 16     | 8     | 2      | 6     | 410:369       | + 41  | 5             | 41               |
| 03. | Sharks   | 16     | 7     | 1      | 8     | 343:335       | + 8   | 7             | 37               |
| 04. | Lions    | 16     | 8     | 0      | 8     | 401:478       | − 77  | 3             | 35               |
| 05. | Stormers | 16     | 7     | 1      | 8     | 344:366       | − 22  | 5             | 35               |

Die Punkte werden wie folgt verteilt:
- 4 Punkte bei einem Sieg
- 2 Punkte bei einem Unentschieden
- 0 Punkte bei einer Niederlage (vor möglichen Bonuspunkten)
- 1 Bonuspunkt für mindestens drei Versuche mehr als der Gegner
- 1 Bonuspunkt bei einer Niederlage mit maximal sieben Punkten Unterschied

## Setzliste
1. Crusaders
2. Jaguares
3. Brumbies
4. Hurricanes
5. Bulls
6. Sharks
7. Chiefs
8. Highlanders

## Finalrunde

### Viertelfinale
| 21. Juni 2019 19:35 NZT | Crusaders | 38 : 14         | Highlanders                                                             | Rugby League Park, Christchurch Schiedsrichter: Angus Gardner (Neuseeland) |
| 21. Juni 2019 19:35 NZT | Versuche: Havili 22. erh. Moʻunga 28. erh., 69. erh. Douglas 48. erh. Alaʻalatoa 55. erh. Erhöhungen: Moʻunga 23., 29., 49., 57., 69. Straftritte: Moʻunga 3. | (17:14) Bericht | Versuche: Tomkinson 17. erh. Walden 36. erh. Erhöhungen: Ioane 18., 37. | Rugby League Park, Christchurch Schiedsrichter: Angus Gardner (Neuseeland) |

| 21. Juni 2019 19:05 ART | Jaguares | 21 : 16        | Chiefs                                                                                      | Estadio José Amalfitani, Buenos Aires Schiedsrichter: Glen Jackson (Neuseeland) |
| 21. Juni 2019 19:05 ART | Versuche: Matera 5. n. erh. Moroni 52. erh. Erhöhungen: Diaz Bonilla 53. Straftritte: Diaz Bonilla 8., 55., 60. | (8:10) Bericht | Versuche: Boshier 27. erh. Erhöhungen: Debreczeni 28. Straftritte: Debreczeni 36., 44., 48. | Estadio José Amalfitani, Buenos Aires Schiedsrichter: Glen Jackson (Neuseeland) |

| 22. Juni 2019 19:35 NZT | Hurricanes | 35 : 28         | Bulls | Westpac Stadium, Wellington Schiedsrichter: Nic Berry (Australien) |
| 22. Juni 2019 19:35 NZT | Versuche: Perenara 17. erh. Lam 23. erh. Rayasi 27. erh., 44. n. erh. Erhöhungen: B. Barrett 19., 24., 29. Straftritte: B. Barrett 11., J. Barrett 56., 65. | (24:14) Bericht | Versuche: Gelant 13. erh. Hendricks 34. erh., 58. erh. Strafversuch 52. Erhöhungen: Pollard 14., 35., 60. | Westpac Stadium, Wellington Schiedsrichter: Nic Berry (Australien) |

| 22. Juni 2019 20:05 AEST | Brumbies | 38 : 13        | Sharks                                                                          | Canberra Stadium, Canberra Schiedsrichter: Mike Fraser (Neuseeland) |
| 22. Juni 2019 20:05 AEST | Versuche: Samu 1. erh., 24. erh. Speight 10. erh. Powell 72. erh. Lucas 79. erh. Erhöhungen: Lealiʻifano 3., 12., 26., 74., 80. Straftritte: Leali’ifano 21. | (24:6) Bericht | Versuche: Esterhuizen 57. erh. Erhöhungen: Bosch 58. Straftritte: Bosch 9., 16. | Canberra Stadium, Canberra Schiedsrichter: Mike Fraser (Neuseeland) |

### Halbfinale
| 28. Juni 2019 19:05 ART | Jaguares | 39 : 7         | Brumbies                                                | Estadio José Amalfitani, Buenos Aires Schiedsrichter: Mike Fraser (Neuseeland) |
| 28. Juni 2019 19:05 ART | Versuche: Cubelli 4. erh. Lavanini 19. erh. Orlando 49. erh., 63. erh. Boffelli 78. n. erh. Erhöhungen: Díaz Bonilla 5., 20., 50., 64. Straftritte: Díaz Bonilla 8., 14. | (20:7) Bericht | Versuche: Fainga’a 40. erh. Erhöhungen: Lealiʻifano 40. | Estadio José Amalfitani, Buenos Aires Schiedsrichter: Mike Fraser (Neuseeland) |

| 29. Juni 2019 19:35 NZT | Crusaders | 30 : 26        | Hurricanes                                                                                                  | Rugby League Park, Christchurch Schiedsrichter: Nic Berry (Australien) |
| 29. Juni 2019 19:35 NZT | Versuche: Reece 13. erh., 58. erh. Moʻunga 44. erh. Erhöhungen: Moʻunga 15., 45., 60. Straftritte: Moʻunga 3., 34., 73. | (13:7) Bericht | Versuche: Laumape 40. erh., 51. erh. Lam 41. n. erh. Perenara 61. erh. Erhöhungen: B. Barrett 41., 51., 63. | Rugby League Park, Christchurch Schiedsrichter: Nic Berry (Australien) |

### Finale
| 6. Juli 2019 19:35 NZT | Crusaders                                                                                 | 19 : 3         | Jaguares                      | Rugby League Park, Christchurch Zuschauer: 18.000 Schiedsrichter: Jaco Peyper (Südafrika) |
| 6. Juli 2019 19:35 NZT | Versuche: Taylor 25. erh. Erhöhungen: Moʻunga 27. Straftritte: Moʻunga 40., 54., 59., 75. | (10:3) Bericht | Straftritte: Díaz Bonilla 16. | Rugby League Park, Christchurch Zuschauer: 18.000 Schiedsrichter: Jaco Peyper (Südafrika) |

| 15                 | David Havili       |     |
| 14                 | Sevu Reece         |     |
| 13                 | Braydon Ennor      | 72. |
| 12                 | Jack Goodhue       |     |
| 11                 | George Bridge      |     |
| 10                 | Richie Moʻunga     | 76. |
| 09                 | Bryn Hall          | 53. |
| 08                 | Kieran Read        |     |
| 07                 | Matt Todd          |     |
| 06                 | Whetu Douglas      | 53. |
| 05                 | Sam Whitelock      |     |
| 04                 | Mitchell Dunshea   | 62. |
| 03                 | Owen Franks        | 57. |
| 02                 | Codie Taylor       | 62. |
| 01                 | Joe Moody          | 54. |
| Auswechselspieler: |                    |     |
| 16                 | Andrew Makalio     | 62. |
| 17                 | George Bower       | 54. |
| 18                 | Michael Alaʻalatoa | 57. |
| 19                 | Luke Romano        | 62. |
| 20                 | Jordan Taufua      | 53. |
| 21                 | Mitchell Drummond  | 53. |
| 22                 | Mitch Hunt         | 76. |
| 23                 | Will Jordan        | 72. |
| Trainer:           |                    |     |
| Scott Robertson    |                    |     |

| 15                 | Emiliano Boffelli       |     |
| 14                 | Matías Moroni           |     |
| 13                 | Matías Orlando          |     |
| 12                 | Jerónimo de la Fuente   |     |
| 11                 | Ramiro Moyano           | 72. |
| 10                 | Joaquín Díaz Bonilla    | 62. |
| 09                 | Tomás Cubelli           | 62. |
| 08                 | Javier Ortega Desio     | 69. |
| 07                 | Marcos Kremer           |     |
| 06                 | Pablo Matera            |     |
| 05                 | Tomás Lavanini          | 63. |
| 04                 | Guido Petti             |     |
| 03                 | Santiago Medrano        | 54. |
| 02                 | Agustín Creevy          | 54. |
| 01                 | Nahuel Tetaz Chaparro   | 57. |
| Auswechselspieler: |                         |     |
| 16                 | Julián Montoya          | 54. |
| 17                 | Mayco Vivas             | 57. |
| 18                 | Enrique Pieretto Heilan | 54. |
| 19                 | Juan Manuel Leguizamón  | 69. |
| 20                 | Tomás Lezana            | 63. |
| 21                 | Felipe Ezcurra          | 62. |
| 22                 | Domingo Miotti          | 62. |
| 23                 | Sebasián Cancelliere    | 72. |
| Trainer:           |                         |     |
| Gonzalo Quesada    |                         |     |

## Statistik

### Meiste erzielte Versuche
|    | Name            | Verein     | Versuche |
| -- | --------------- | ---------- | -------- |
| 1. | Sevu Reece      | Crusaders  | 15       |
| 2. | Ngani Laumape   | Hurricanes | 13       |
| 3. | Folau Fainga’a  | Brumbies   | 12       |
| 4. | Semisi Masirewa | Sunwolves  | 11       |
| 5. | Braydon Ennor   | Crusaders  | 10       |
| 5. | Jack Maddocks   | Rebels     | 10       |

### Meiste erzielte Punkte
|    | Name           | Verein    | Punkte |
| -- | -------------- | --------- | ------ |
| 1. | Handré Pollard | Bulls     | 194    |
| 2. | Richie Moʻunga | Crusaders | 182    |
| 3. | Bryce Hegarty  | Reds      | 156    |
| 4. | Bernard Foley  | Waratahs  | 137    |
| 5. | Elton Jantjies | Lions     | 124    |